# Zana József
Zana József (Újpest, 1938. december 20. – Budapest, 2020. március 2.) magyar színész, tanár. Kassai Ilona Kossuth-díjas színésznő férje volt. Zana Zoltán (Ganxsta Zolee) rapper, zenész, és Zana Zita édesapja.

## Életpályája
Apja (Zana József, Újszász, 1904. december 18.) az újpesti tanácsházán dolgozott (1945 után nevezték így), anyja (Gáspár Anna, Nemesrádó, 1909. február 28.) a Hazai Pamutfonóban. Iskoláiban a szocialista rendszerben bevezetett kategóriák szerinti származása „egyéb”, ami eléggé megnehezítette az érvényesülését. Hozzáadhatjuk, hogy nem is volt jó tanuló, ám kitűnt remek megszemélyesítő, utánzó képességével. Általános iskoláját a Megyeri úti iskolában végezte, középiskolája a Landler Jenő Gépipari Technikum volt. A színészettel még középiskolás diákként kezdett foglalkozni, érettségi után az Újpesti Hajógyárban kezdett dolgozni. Az ottani futballklubban ismerkedett meg focizó színészekkel, ez segítette őt a pályaváltoztatásban. Valójában Czipi néni ismerte fel (Czipfer és König Zeneműkiadó Vállalat igazgatója) és akkor került a Vígszínházba, ahol Ajtay Andor egyengette a pályáján.
Rózsahegyi Kálmán színiiskolájában végezte színészi tanulmányait 1956–1959 között. 1959–1962 között a Vígszínház tagja volt. 1962–1964 között a Music Comedy Színházban lépett fel. 1964–1965-ben egy évadot játszott a Állami Déryné Színházban, majd a Békés Megyei Jókai Színház tagja lett 1965-től 1966-ig. 1967–2002 között a Vidám Színpad és a későbbi Centrál Színház tagja volt. 1990-től rendezett is. A színház profiljának megváltozását követően önálló show-műsorokkal lépett színpadra. 2005-ben Vidám Kabaré néven a régi kabaréhangulat feltámasztását tervezte mint művészeti vezető, rendező, Kemény Györggyel közösen a Guttenberg Művelődési Házban, ami nem valósult meg. 15 évig nem állt színpadra, amikor 2016-ban Kriszt László, a Kazán István Kamaraszínház vezetője hívta meg egy musical-estre.
Filmen, televízióban és szinkronban is vállalt szerepeket.
Csuka Mónika Énekiskolájában színészmesterséget tanított 1990 óta.
Zana Józsefet utolsó éveiben a szakma már egyáltalán nem kereste, nem hívták meg fellépésekre, darabokba. Utolsó éveiben többször került kórházba is, lánya ápolta a beteg színművészt. 2020. március 2-án, hajnali fél ötkor hunyt el, hosszú, súlyos betegség után, 81 évesen.

## Színházi munkái

### Színészként
- Angyal-Bradányi-Fejér-Halász-Soós: Őfelsége, a nő
- Ágoston-Veress-Kaposy-Radványi-Nagy-Payer-Szántó: Huszon innen - tizen túl
- Barnassin Anna: Idegen partok előtt... Második matróz
- Bárány Tamás: A szülő is ember... Lali
- Bárány Tamás: Több órás napsütés... Szabolcs
- Bencsik Imre: Egy fiúnak négy mamája... Lehel
- Bencsik Imre: Kutyakomédia... Kemenes
- Bertolt Brecht: Koldusopera... Jimmy
- Brecht-Lane: Happy end... Wurlitzer Sam
- Campaux: Csöngettek, madame!... Georges
- Ray Cooney: Pénz áll a házhoz... Bill
- Friedrich Dürrenmatt: Az öreg hölgy látogatása... Festő
- Victor Eftimiu: A csavargó... George
- Fekete Sándor: Lilla villa titka... Tartarescu
- Felkai Ferenc: A király bolondja... István
- Gay: Polly Amerikában... Enyves Jimmy
- Gábor Andor: Dollárpapa... Dr. Szekeres Jenő
- Görgey Gábor: Huzatos ház... Goda János
- Görgey Gábor: Szexbogyó... Dr. Lavotta Jenő
- Gyárfás Miklós: Egérút... Gyula
- Hámori Tibor: Oké Mister Kovács... Mister Kovács
- Hennequin-Veber: Elvámolt éjszaka... Trevelin
- Hornícek: Két férfi sakkban... Giacomo
- Hubay Miklós–Ránki György–Vas István: Egy szerelem három éjszakája... 1. katonaszökevény
- Jókai Mór-Illés Endre: Gazdag szegények... A kártyás
- Kalmár Tibor: Kriminális kabaré
- Valentyin Petrovics Katajev: Kisorsolt menyasszony... Igor
- Valentyin Petrovics Katajev: Bolond vasárnap... Iván Sóvárgov
- Karinthy Frigyes: Teknősbéka, vagy ki az őrült a csárdában?
- Kállai István: Ilyennek hazudtalak... Gráci úr
- Kállai István: Titkárnők lázadása... Egyesek
- Kellér-Kishont-Tabi-Szuhay-Majláth: Dobogón vagyunk
- Konsztantyinov-Racer: Segítség, válunk!... Szerjozsa
- Lakatos László: Vágyom egy ágy után... Róbert
- Lawrence-Lee: Aki szelet vet... Rádióriporter
- Lev Tolsztoj: Háború és béke... Sebesült orosz katona
- Niccolò Machiavelli: Maszlag... Kálmánfi
- Claude Magnier: Oszkár... Christian
- Mark Twain: Koldus és királyfi... .Arthur; Orvos; Ítélőmester
- Arthur Miller: Édes fiaim... George Dewer
- Mithois: Férjvadász... Micolas
- Musatescu: Titanic keringő... Traian[11]
- Jacques Deval–Nádas Gábor–Szenes Iván: A potyautas... Raoul
- Peterdi Pál-Romhányi-Szabó-Szenes: A jövő század zenéje
- Luigi Pirandello: Velencei kékszakáll... Memmo Speranza
- Rejtő Jenő: Aki mer, az nyer... Dóri
- Rejtő Jenő: Tulipán... Matróz
- Réger Frigyes: Dollárpipi... Vágyakozó Gál
- Rigó Béla: Bubu doktor házassága... Teknőc
- Romhányi József: Hamupipőke... Udvarmester; Pitvarmester; Főbajkeverő
- Edmond Rostand: Cyrano de Bergerac... Második kadét
- Róna-Litványi-Romhányi-Szántó: Álom az államban
- Saidy-Harburg: Szivárványvölgy... Néger geológus
- Sheridan: A rágalom iskolája... Harry
- Stone-Wilder-Doamond: Van aki forrón szereti... Spats Palazzo
- Szenes Andor: Weekend... D. V. Graffith
- Szenes Iván: Hajrá, magyarok!
- Szenes Iván: Vízum nélkül... Álljunk meg egy pillanatra!
- Szigligeti Ede: Liliomfi... Liliomfi; Gyuri
- Tóth Miklós: Üldöznek a nők... Tubai
- Urbán Ernő: Fő a csomagolás!... Lórum Ottó facér illuzionista
- Vaszary Gábor: Bubus... Pál
- Vaszary-Szántó: A hölgy vetkőzik... Henry
- Vaszy Viktor: Dankó Pista... Máté
- Victor Hugo: Hernani... Első összeesküvő
- Victor Hugo: Marion De Lorme... Brichanteau márki
- Vinkó József: Jusztitia kombinéban... Pikler Samu
- Viski András: Férfiaknak tilos... Dr. Kovács Pál
- West: Tavasz... Karl
- William Shakespeare: A makrancos hölgy... Lucentio; Petruchio
- William Shakespeare: Vízkereszt, vagy amit akartok... Orsino herceg

### Szerzőként
- Zanatórium (1990)

### Rendezőként
- Zanatórium (1990)

## Vidám Színpad
- Az élettől keletre!
- Egy kis hazai
- Ezt is túléltük!
- Él még a kabaré?!
- Hol a határ?
- Kiskapu
- Ki van odafenn?
- Kóserkabaré
- Lassan a Pesttel!
- Lehetünk őszinték?
- Meddig lehet elmenni
- Mesebeszéd
- Micsoda cirkusz
- Mindenki mondjon le?!
- Nyitott ablak
- Övön alul
- Utánunk a viccözön...
- Valahogy Európába az Ibusszal
- Valami Magyarország
- Volt egyszer egy wadkelet

## Filmjei

### Játékfilmek
- Váltókulcs-azonosító berendezés, avagy ördöge van Szekeresnek[12]
- A MÁV sebességjelzési rendszere (közreműködő)[13]
- Hazai pálya (1968)
- Gyula vitéz télen-nyáron (1970)
- Az ügyeleti szolgálatról... (1979)
- A szeleburdi család (1981)
- Egymásra utalva (1982)[14]
- Utasvédelem (1983)[15]
- Nyitott ablak (1988)
- Retúr (1997)
- Csinibaba (1997)

### Tévéfilmek
- Az ötös mező (1966)
- Bors (1968)
- A jövő század zenéje (1970)
- Pirx kalandjai (1973)
- Le a cipővel! 1-2. (1976)
- Vakáció a halott utcában (1978)
- A 78-as körzet (1982)
- Randevú Budapesten (1989)
- Uborka (1992) hang
- TV a város szélén (1998)
- Bubus (2010)

## Szinkronszerepei
- Az utolsó ítélet: Antonio, a pincér – Nino Manfredi
- Bridget Jones naplója: Julian – Patrick Barlow
- Csupasz pisztoly: Vincent Ludwig – Ricardo Montalbán
- Egértanya: Quincy Thorpe – Michael Jeter
- Gyerekjáték: Chucky hangja
- Herkules: Hermész – Paul Shaffer
- Játszd újra, Sam: Woody Allen hangja (1. szinkron)
- Kelly hősei: Moriarty – Gavin MacLeod
- Men in Black – Sötét zsaruk: Rendőrőrmester Edwards kihallgatásán	- Michael Goldfinger
- Rita, a vadnyugat réme (MTV féle szinkron): Fekete Hegy – Terence Hill
- Szegények és gazdagok: Cricket – Hoagy Carmichael

## Könyvei
- Zanatórium (Polgár Andrással)
- Ádám Tamás–Zana József: Vidám színpadi gengszterváltás; Jambuska, Tapolca, 2009

## Díjai, elismerései
- Magyar Köztársasági Arany Érdemkereszt (1998)